# 維多利亞湖 (密西根州)
維多利亞湖（英語：Lake Victoria）是位於美國密西根州克林頓縣的一個普查規定居民點。

## 人口
根據2020年美國人口普查的數據，維多利亞湖的面積為2.72平方千米，當中陸地面積為2.13平方千米，而水域面積為0.59平方千米。當地共有人口984人，而人口密度為每平方千米361.76人。